# Vic Tokai
Vic Tokai Corporation (o bé en japonès 株式会社ビック東海 o també Kabushiki-gaisha Bikku Tōkai) és una empresa líder en telecomunicacions al Japó que proporciona serveis de cable i DSL com pot ser solucions de la xarxa. La paraula "Vic" a Vic Tokai vol dir el que és en anglès Valuable Information & Communication mentre que "Tokai" és simplement el nom del seu germà gran, TOKAI, una empresa de gas japonesa fundada el 1950.
Vic Tokai va ser fundada el 18 de març de 1977 com a CATV. El següent any, el 1978, va adoptar l'actual nom, Vic Tokai.
Vic Tokai està situat a la prefectura de Shizuoka. Va tancar amb 900 treballadors l'octubre del 2005.

## Videojocs
Vic Tokai va exitir des del 1986 fins al 1998 com una empresa desenvolupadora de videojocs que feia jocs per videoconsola i PC. La divisió Vic Tokai Inc va ser traslladada a Torrance, Califòrnia, per traduir i distribuir videojocs a l'Amèrica del Nord. Alguns del jocs que van crear són:
- Clash at Demonhead
- Criticom
- Daedalian Opus
- Dark Rift
- Golgo 13: Top Secret Episode
- Kid Kool
- Mansion of Hidden Souls
- SilverLoad
- Socket: Time Dominator
- The Mafat Conspiracy
- The Krion Conquest
- Conflict (videojoc)
- Super Conflict
- Time Slip